# Castle Towers Mountain
Castle Towers Mountain est une montagne à trois pics située à l'est du lac Garibaldi, en Colombie-Britannique, au Canada. Elle culmine à 2 676 mètres d'altitude.